# بانفیلد
بانفیلد (به اسپانیایی: Banfield) شهری در کشور آرژانتین، استان بوئنوس آیرس است که در سال ۲۰۰۹ میلادی، حدود ۲۲۳٬۸۹۸ نفر جمعیت داشته است.